# Rhyacophila nigrocephala
Rhyacophila nigrocephala är en nattsländeart som beskrevs av Iwata 1927. Rhyacophila nigrocephala ingår i släktet Rhyacophila och familjen rovnattsländor. Inga underarter finns listade i Catalogue of Life.